# Donji Mušić
Donji Mušić es un pueblo ubicado en el municipio de Mionica, distrito de Kolubara, Serbia.

## Superficie
Cuenta con una superficie de 4,694 kilómetros cuadrados.

## Demografía
Hasta 2022 la población era de 128 habitantes, con una densidad de población de 27,27 habitantes por kilómetro cuadrado.
| 456                                                             | 458 | 411 | 373 | 307 | 259 | 243 | 178 | 128 |
| (Fuente: Population statistics of Eastern Europe & former USSR) |     |     |     |     |     |     |     |     |